# High School Musical: Il concerto

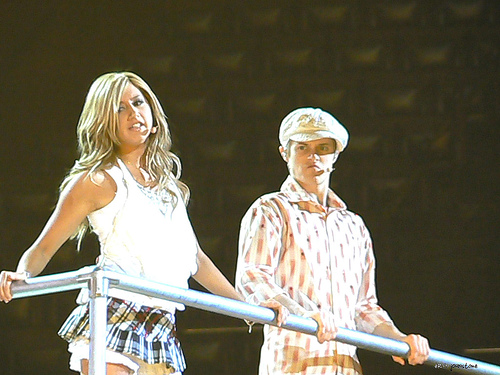
Ashley Tisdale e Lucas Grabeel durante una performance in Cile.

High School Musical: Il Concerto (High School Musical: The Concert) è stato un tour basato sul film High School Musical.
È iniziato il 30 novembre 2006 e si è concluso il 29 gennaio 2007.

## Membri
Il concerto comprende i membri principali del cast del film:
- Drew Seeley
- Ashley Tisdale
- Vanessa Anne Hudgens
- Monique Coleman
- Corbin Bleu
- Lucas Grabeel

L'attore Zac Efron non ha potuto partecipare al tour in quanto impegnato con le riprese del film Hairspray, ed è stato sostituito da Andrew Seeley. Il concerto è durato in media due ore e mezzo ogni serata.
Il 1º maggio 2007 è uscito in America il CD e DVD del concerto insieme. In Italia il concerto è stato trasmesso il 7 giugno 2007 su Disney Channel. Il 26 settembre 2007 è uscito il DVD in Italia nella versione speciale High School Musical The Concert Accesso Completo.

## Tracce
- Vanessa Hudgens durante Come Back to Me.Jump to the Rhythm (Jordan Pruitt)
- Teenager (J. Pruitt)
- Outside Looking In (J. Pruitt)
- Miss Popularity (J. Pruitt)
- We Are Family (J. Pruitt)
- Start of Something New (cast)
- Stick to the Status Quo (cast)

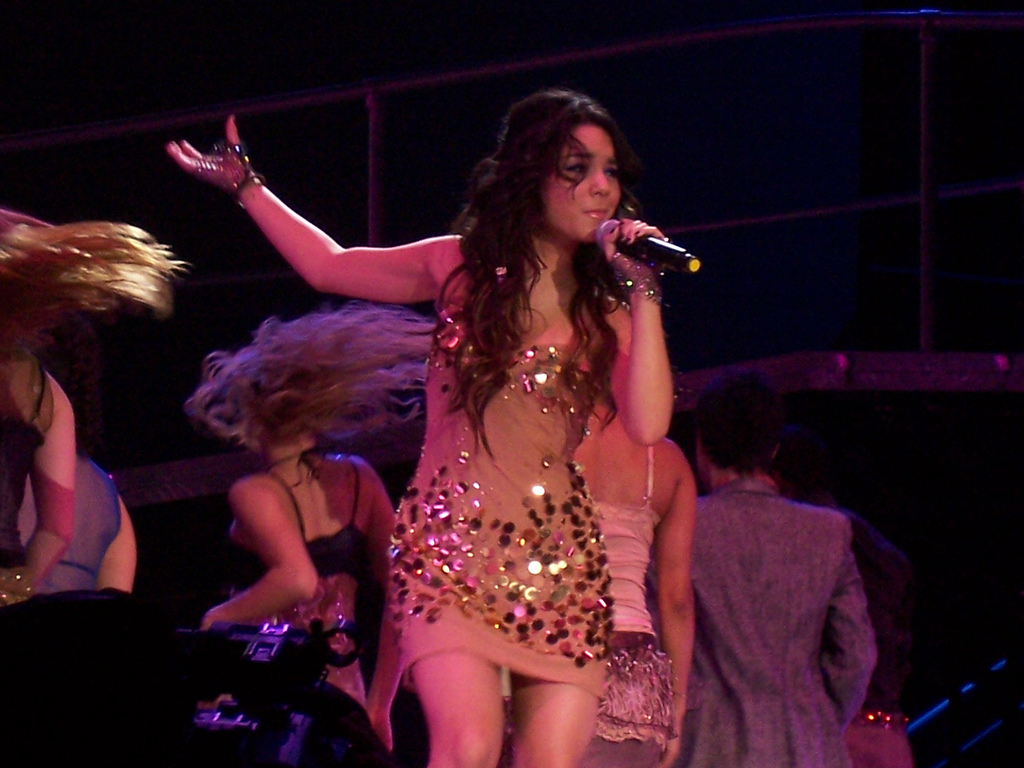
Vanessa Hudgens durante Come Back to Me.

- I Can't Take My Eyes Off Of You (cast)
- When There Was Me and You (Vanessa Hudgens)
- Headstrong (Ashley Tisdale)
- We'll Be Together (A. Tisdale)
- He Said, She Said (A. Tisdale)
- Get'cha Head in Game (Drew Seeley, Corbin Bleu)
- Dance With Me (D. Seeley)
- Push it to the Limit (Corbin Bleu)
- Marching (C. Bleu)
- What I've Been Looking For: Reprise (D. Seeley, V. Hudgens)
- What I've Been Looking For (Ashley Tisdale), (Lucas Grabeel)
- Let's Dance (V. Hudgens)
- Say Ok (V. Hudgens)
- Come Back to Me (V. Hudgens)
- Bop to the Top (A. Tisdale, L. Grabeel)
- Breaking Free (V. Hudgens, D. Seeley)
- We're All in This Together (cast)